# Новая Слобода (Орловская область)
Новая Слобода — поселок в Урицком районе Орловской области, России.
Входит в состав Городищенского сельского поселения.

## География
Расположен на правом берегу реки Людская южнее деревни Криволожка и северо-восточнее посёлка Челищевский.
В посёлок заходит просёлочная дорога, образующая улицу Обрыв.

## Население
| 2010 |
| ---- |
| 1    |